# Провинција Казуса
Казуса (јап. 上総国) је једна од 66 историјских провинција Јапана, која је постојала од почетка 8. века (закон Таихо из 703. године) до Мејџи реформи у другој половини 19. века. Казуса се налазила на југоисточној обали острва Хоншу, на бази полуострва Босо, у области Токаидо.
Царским декретом од 29. августа 1871. све постојеће провинције замењене су префектурама. Територија Казусе одговара јужном делу данашње префектуре Чиба.

## Географија
Казуса се на југу граничила са провинцијом Ава, а на северу са провинцијом Шимоса, док је на истоку и западу окружена Тихим океаном.